# SimpliciTI
SimpliciTI és un protocol de comunicacions sense cables via ràdio-freqüència (xarxa sense fil). Està dirigit al sector domèstic (domòtica), edificis terciaris (immòtica) i a ciutats (urbòtica: xarxa d'àrea metropolitana). SimpliciTI està basat en la norma IEEE 802.15.4 i destinat a crear xarxes d'àrea personal de baixa potència i baixa velocitat de transmissió de dades. SimpliciTI és dissenyat i propietat de l'empresa Texas Instruments. Aquest protocol pot ésser emprat en la Internet de les coses.

## Característiques
1. Orientat a dispositius de baix cost, curt abast (100m en camp obert) i baix consum d'energia (ideal per a dispositius a bateria).[3]
2. Baixa potència d'emissió segons normativa del Institut Europeu de Normes de Telecomunicació ETSI 300 220.
3. Utilitza una banda sense llicència ISM.
4. Empra una topologia de Xarxa en Malla per a aconseguir un abast més llarg (vegeu Fig.1)
5. És un protocol propietari.

## Arquitectura
SimpliciTI s'estructura en les següents capes:
- Capa física (PHY) definida per la norma IEEE 802.15.4
- Capa d'enllaç de dades (MAC) definida per la norma IEEE 802.15.4
- Capa de xarxa definida per l'especificació SimpliciTI
- Capa d'aplicació definida per l'especificació SimpliciTI

## Circuits integrats per a implementar SimpliciTI
- Fabricant Texas Instruments :  CC1XXX/CC25XX/CC430.